# Александрос Петридис
Александрос Петридис (на гръцки: Αλέξανδρος Πετρίδης) е гръцки революционер, деец на гръцката въоръжена пропаганда в Македония в началото на XX век.

## Биография
Роден е в 1883 година в Солун.
Умира в 1978 година. В 1979 година в Солун е издигнат негов бюст, дело на скулптора Евтимиос Калеврас (1929 - 2011).